# Midori Honda
Midori Honda (本田 美登里, Honda Midori), née le 16 novembre 1964 à Shizuoka, est une footballeuse internationale de japonaise. Elle évoluait au poste de défenseur avant de devenir entraineuse de l'équipe nationale féminine d'Ouzbékistan.

## Biographie
Le 7 juin 1981, elle fait ses débuts avec l'équipe nationale japonaise lors de la Coupe d'Asie, contre l'équipe de Taipei chinois.
Elle participe à quatre reprises à la Coupe d'Asie, en 1981, 1986, 1989 et 1991. Elle atteint à deux reprises la finale de cette compétition, en 1986 et 1991. Elle dispute également la Coupe du monde 1991 organisée en Chine. 
Elle compte 43 sélections en équipe nationale du Japon de 1981 à 1991.

## Statistiques
Le tableau ci-dessous présente les statistiques de Midori Honda en équipe nationale :
| Équipe du Japon | Équipe du Japon | Équipe du Japon |
| Année           | Matchs          | Buts            |
| --------------- | --------------- | --------------- |
| 1981            | 5               | 0               |
| 1982            | 0               | 0               |
| 1983            | 0               | 0               |
| 1984            | 3               | 0               |
| 1985            | 0               | 0               |
| 1986            | 6               | 0               |
| 1987            | 4               | 0               |
| 1988            | 3               | 0               |
| 1989            | 8               | 0               |
| 1990            | 5               | 0               |
| 1991            | 9               | 0               |
| Total           | 43              | 0               |

## Palmarès

### Palmarès de joueuse

#### En club
Avec le Shimizudaihachi SC (en)
- Vainqueur de la coupe du Japon en 1980, 1981, 1982, 1983 et 1984

Avec le Yomiuri Nippon SC Ladies Beleza
- Championne du Japon en 1990, 1991 et 1992
- Vice-championne du Japon en 1989
- Vainqueur de la coupe du Japon en 1987 et 1988
- Finaliste de la coupe du Japon en 1986, 1991 et 1992

#### En sélection
- Finaliste de la Coupe d'Asie en 1986 et 1991
- Troisième de la Coupe d'Asie en 1989

### Palmarès d'entraîneuse
Avec l'Ouzbékistan
- Vainqueur du championnat d'Asie centrale en 2022